# 傑克·貝瑞
傑克·貝瑞爵士（英語：Sir Jake Berry，1978年12月29日—）是一位英格蘭政治人物，他的黨籍是保守黨。自2010年開始，他擔任羅森代爾和達溫選區選出的英國下議院議員。